# Danielle Chartier
Pour les articles homonymes, voir Chartier.
Danielle Chartier est une femme politique canadienne. 
Lors de l'élection partielle du mercredi 21 septembre 2009, elle a été élue députée provinciale de la circonscription électorale de Saskatoon Riversdale à l'Assemblée législative de la Saskatchewan sous la bannière du Nouveau Parti démocratique de la Saskatchewan.